# Villa Zorraquín
Villa Zorraquín es un barrio de la ciudad de Concordia, departamento Concordia en la provincia de Entre Ríos. Depende administrativamente de esa ciudad, con la cual se encuentra conurbada, y de la que dista 8 km al norte de la plaza 25 de Mayo (centro). El barrio se estructura sobre la Av. Monseñor Rosch.
En 2006 se realizaron perforaciones para pozos de aguas termales.
En 1825 el general Manuel Urdinarrain compró las tierras de la actual Villa Zorraquín, vendiéndolas a Domingo Duarte Mançores en 1836, quien a su vez las vendió a Justo José de Urquiza en 1857. La hija de Urquiza, Flora Urquiza de Soler, heredó las tierras y luego comenzó una disputa con el gobierno conocida como el caso Soler. La disputa se resolvió en 1915 con la intervención del presidente municipal Esteban Zorraquín, quien fomentó que las mismas fuesen adquiridas por el gobierno de la provincia y posteriormente loteadas. EL 27 de noviembre de 1918 el intendente Pedro Urruzola mediante la ordenanza 41206 sancionada por el concejo deliberante designó a la zona como Villa Zorraquín. Al año siguiente se creó la primera escuela. En 1960 se creó el Club Atlético Villa Zorraquín. En 1967 se creó la primera comisión vecinal, que agrupaba también a Osvaldo Magnasco, hasta que en 1970 quedaron separadas. Las principal actividad económica del barrio es la hotelera debido a las cercanías del complejo termal Vertiente de la Concordia.

## Parroquias de la Iglesia católica en Villa Zorraquín
| Diócesis   | Concordia             |
| ---------- | --------------------- |
| Parroquias | San Cayetano del Ayuí |